# Scelio australiensis
Scelio australiensis är en stekelart som beskrevs av Jean-Jacques Kieffer 1905. Scelio australiensis ingår i släktet Scelio och familjen Scelionidae. Inga underarter finns listade i Catalogue of Life.